# NHL 2000
NHL 2000 es un videojuego de hockey sobre hielo desarrollado por Electronic Arts Canada. Fue lanzado en 1999 y fue el sucesor de NHL 99. El juego no contó con grandes mejoras en el juego de NHL 99, ni NHL 2001 incluyó ninguna idea que las dos versiones anteriores no tuvieran hasta NHL 2002.

## Características
Se agregó un modo de temporada (más tarde desarrollado en un modo de franquicia) con una función de retiro, redacción y cambios de jugadores a la serie en este juego, así como la capacidad de usar cualquier foto para las caras de los jugadores creados, que está texturizada en el cabeza. En esta versión se utilizó un juego similar, así como en la versión anterior, NHL 99.
Otro modo en NHL 2000 es el modo Torneo, en el que el usuario elige 16 países (solo 18 países estaban disponibles en el juego) para jugar un Round Robin. Después del Round Robin, ocho equipos son eliminados y luego los ocho restantes tienen un "desempate", pero en lugar de ser de siete juegos, fue eliminación simple. Finalmente, un ganador es coronado con oro en el partido por el campeonato. También hay un partido por el tercer puesto para los perdedores de las semifinales.
El juego tiene un total de 28 equipos de la NHL, incluida la nueva expansión Atlanta Thrashers, que fue el único equipo en el juego que no existía en la temporada 1998–99. Las ligas en línea del juego también se organizaron más.
Daryl Reaugh dejó la serie como comentarista de color en este juego y fue reemplazado por Bill Clement. Jim Hughson permaneció como locutor jugada por jugada durante toda la serie.

## Recepción
Las versiones de PlayStation y PC recibieron críticas "favorables" del público y los críticos, mientras que la versión de Game Boy Color recibió críticas "promedio" del público, y "mixtas" de los críticos, según el sitio web de agregación de reseñas GameRankings. Jim Preston de la revista "Next Generation" dijo lo siguiente sobre la versión de PlayStation: "EA Sports demuestra una vez más que hace hockey mejor que nadie en el planeta".
PC Gamer US nominado a NHL 2000 por su premio al "Mejor juego deportivo" de 1999, que finalmente fue para High Heat Baseball 2000. El personal escribió sobre "NHL 2000", "El hockey estilo arcade simplemente no mejora".
En Estados Unidos, solo la versión para PC vendió 97.219 copias en abril del 2000.